# Papolczy Ferenc
Csorjai Papolczy Ferenc (Nagyvárad, 1901. november 19. – Budapest, 1971. június 24.) szemész főorvos, egyetemi tanár, az orvostudományok kandidátusa (1952).

## Életpályája
Papolczy Ferenc nagyváradi városi rendőrkapitány, majd ugyanott városi főpénztáros és Deák Margit fiaként született. Középiskolai tanulmányait 1911 és 1918 között a Jászóvári Premontrei Kanonokrend Nagyváradi Főgimnáziumában végezte.
A román megszállás miatt egyetemi tanulmányait egy év késéssel kezdte meg a budapesti Pázmány Péter Tudományegyetem Orvostudományi Karán. Medikusként 1925. január 1. és 1927. január 1. között a Krompecher Ödön által vezetett II. sz. Kórbonctani Intézetben dolgozott mint bejáró tag. 1927. január 1-től az orvosdoktori oklevelének megszerzéséig az I. sz. Szemészeti Klinika betegrendelésén és kórszövettani laboratóriumában segédkezett. A budapesti Pázmány Péter Tudományegyetemen 1927. december 23-án avatták orvosdoktorrá.
1927. december 23-tól 1928. január 30-ig bejáró orvosként, 1931. augusztus 31-ig díjas gyakornokként, 1931. szeptember 1-től december 31-ig fizetéstelen tanársegédként és díjas gyakornokként, 1932. január 1-tól 1936. június 30-ig, az I. sz. Szemészeti Klinika megszűnéséig díjas tanársegédként teljesített szolgálatot. Grósz Emil megbízásából a klinika kórszövettani munkálatait irányította. Az I. sz. Szemészeti Klinika megszűnését követően az egyetemi Szemészeti Klinika tanársegédje volt. A vallás- és közoktatásügyi miniszter az 1929/1930-as tanévre, illetve az 1930/1931-es tanévre 1000 pengős belföldi kutatási ösztöndíjat adományozott részére. 
1938. február 23-án a budapesti Pázmány Péter Tudományegyetem Orvostudományi Karán a szemészeti patológia című tárgykörből egyetemi magántanárrá habilitálták. 1941-től 1971-ig, nyugalomba vonulásáig, a Szent István Kórház Szemészeti Osztályának főorvosaként tevékenykedett. 1960-ban Athénben, az Európai Szemorvostársaság első kongresszusán felkért előadó volt. 1961-ben a francia, majd az angol szemorvostársaság tagjává választották.
Kutatási területe a szemdaganatok megbetegedéseinek szövettani kutatása és műtéti problémák.
Sírja a Farkasréti temetőben található.
Házastársa Polányi Magda (1900–1979) szemészfőorvos volt, Polányi Dénes és Eberst Ilona lánya, akivel 1932. július 16-án Pestszentlőrincen kötött házasságot.

## Művei
- Az uveasarkoma prognosisáról, tekintettel az enucleatio vagy exenteratio indicatioira. (Orvosi Hetilap, 1930, 22.)
- A szemhéjrákokról. (Szemészet, 1935, 1.)
- Az ideghártya-gliomában és érhártya-sarcomában szenvedő betegek sorsa. (Orvosképzés, 1938, 1.)
- Szemfenéki és kórszövettani elváltozásokkezdeti érhártyasarkománál. (Szemészet, 1940, 2.)
- A Székesfőváros Szt. István közkórházának szemészeti osztálya. (Szemészet, 1943, 1–2.)
- A modern hályogműtét. Kialakulása és jelentősége. (Orvosok Lapja, 1949, 19.)
- Kétvégű csípő plasztikai műtétekhez. (Orvosi Hetilap, 1951, 28.)